# Milan Associazione Calcio 1999-2000
Questa voce raccoglie le informazioni riguardanti il Milan Associazione Calcio nelle competizioni ufficiali della stagione 1999-2000.

## Stagione

L'attaccante ucraino Andrij Ševčenko, neoacquisto milanista e subito capace di laurearsi capocannoniere del campionato.

Già nel maggio 1999 la società di via Turati raggiunge con la Dinamo Kiev un accordo per il trasferimento al Milan del giovane attaccante ucraino Andrij Ševčenko, capocannoniere della Champions League 1998-1999. La punta ucraina risulterà decisiva per le sorti della squadra per i successivi sette anni e, nel dicembre 2004, conquisterà anche il Pallone d'oro, dopo essersi classificato terzo nelle edizioni 1999 e 2000. Altri arrivi sono quelli di Diego De Ascentis, José Antonio Chamot, José Mari, Taribo West, Gennaro Ivan Gattuso e Serginho. Vengono ceduti, invece, André Cruz, Christian Ziege e Coco (in prestito). Nella sessione di gennaio lasciano il club anche Bruno N'Gotty, Maurizio Ganz e George Weah, il quale, sempre meno utilizzato dal tecnico Zaccheroni, decide di trasferirsi al Chelsea.
In agosto il Milan manca il primo obiettivo stagionale, perdendo la Supercoppa italiana a San Siro contro il Parma (1-2). In campionato il Diavolo chiude al terzo posto a undici punti dalla Lazio campione, qualificandosi per i preliminari della Champions League 2000-2001, e non riuscendo mai a inserirsi nella lotta al vertice tra i laziali e la Juventus, entrambi sconfitti dai rossoneri nel corso del torneo. Andrij Ševčenko, con 24 gol in 32 partite. vince la classifica marcatori al suo primo anno in Italia, impresa prima riuscita solo a Michel Platini. Il bilancio dei derby è di una vittoria e una sconfitta, sempre con il punteggio di 2-1. In Coppa Italia il Milan è eliminato ai quarti di finale dagli stessi cugini (2-3 per i nerazzurri all'andata, 1-1 al ritorno).

Il centravanti George Weah (a sinistra), al passo d'addìo dalla maglia rossonera, con l'interista Ronaldo nel vittorioso derby del 23 ottobre 1999, deciso da un gol del liberiano al 90'.

Nel proprio raggruppamento di Champions League vince una partita su sei (tre pareggi e due sconfitte con Hertha Berlino, Chelsea e Galatasaray). Nella gara decisiva contro i turchi, pur trovandosi in vantaggio 2-1, e ormai qualificato al turno successivo, a tre minuti dalla fine, viene prima raggiunto e poi superato dai padroni di casa.
Scivola così dal secondo posto nel girone che dà accesso alla seconda fase, al quarto, mancando anche il passaggio in Coppa UEFA che sarebbe stato garantito centrando il terzo posto. Esso viene ottenuto dallo stesso Galatasaray che, guidato da Fatih Terim, andrà poi a vincere la competizione.
Il 16 dicembre 1999 si svolge un gala per festeggiare i cento anni del club. La serata, condotta da Gerry Scotti e Simona Ventura, va in scena all'Alcatraz di Milano e in onda su Mediaset. Nel corso della cerimonia vengono premiati, a seguito di un sondaggio tra i lettori di Forza Milan! e TV Sorrisi e Canzoni: Nereo Rocco come "allenatore rossonero del secolo" (premio ritirato dal figlio Bruno), Fabio Cudicini come "portiere rossonero del secolo", Gianni Rivera come "centrocampista rossonero del secolo" (premio ritirato dall'ex compagno di squadra Giovanni Lodetti) e Marco van Basten come "attaccante rossonero del secolo". Franco Baresi riceve invece due premi: il primo come "difensore rossonero del secolo" e il secondo come "milanista del secolo". L'incontro Milan-Barcellona 4-0 della finale di UEFA Champions League 1993-1994 è votata dai tifosi "partita del secolo" e la terza rete di van Basten, segnata in rovesciata, in Milan-Göteborg 4-0 della Champions 1992-93, è eletta "gol del secolo". In occasione del centenario nasce anche Milan Channel, il primo canale televisivo tematico italiano interamente dedicato a una squadra di calcio.

## Divise e sponsor

Leonardo nella trasferta di Venezia con la seconda divisa bianca

Lo sponsor tecnico per la stagione 1999-2000 è Adidas, mentre lo sponsor ufficiale è Opel. La divisa è una maglia a strisce verticali della stessa dimensione, rosse e nere, con pantaloncini e calzettoni bianchi. La divisa di riserva è completamente bianca, mentre la terza divisa è blu scuro. Inoltre, in occasione del centenario della società, sono state realizzate anche altre due maglie, una a strisce rosse e nere più sottili, simile a quella usata all'inizio del XX secolo, e un'altra colore oro.
| Casa | Trasferta | Terza divisa | 1ª div. portiere | 2ª div. portiere | 3ª div. portiere |

| Maglie centenario | Maglie centenario | Maglie centenario |
| ----------------- | ----------------- | ----------------- |
| Prima maglia      | Seconda maglia    |                   |

## Organigramma societario
Area direttiva
- Presidente: Silvio Berlusconi
- Vice presidenti: Adriano Galliani (vicario), Paolo Berlusconi, Franco Baresi, Gianni Nardi
- Amministratore delegato: Adriano Galliani
- Direttore generale: Ariedo Braida

Area organizzativa
- Direttore organizzativo: Umberto Gandini
- Team manager: Silvano Ramaccioni

Area comunicazione
- Capo ufficio stampa: Paolo Tarozzi
- Vice capo ufficio stampa e responsabile progetti editoriali: Vittorio Mentana

Area tecnica
- Allenatore: Alberto Zaccheroni
- Allenatore in seconda: Stefano Agresti
- Preparatori dei portieri: Maurizio Guido
- Preparatori atletici: Paolo Baffoni, William Tillson

Area sanitaria
- Coordinatore sanitario: Jean Pierre Meersseman
- Medico sociale: Rodolfo Tavana
- Massaggiatori: Giancarlo Bertassi, Roberto Boerci, Giorgio Puricelli, Tomislav Vrbnjak

## Rosa
| N. |                      | Ruolo | Calciatore                            |
| -- | -------------------- | ----- | ------------------------------------- |
| 1  | Italia (bandiera)    | P     | Sebastiano Rossi                      |
| 2  | Danimarca (bandiera) | D     | Thomas Helveg                         |
| 3  | Italia (bandiera)    | D     | Paolo Maldini (capitano)              |
| 4  | Italia (bandiera)    | C     | Demetrio Albertini                    |
| 5  | Italia (bandiera)    | D     | Alessandro Costacurta (vice-capitano) |
| 7  | Ucraina (bandiera)   | A     | Andrij Ševčenko                       |
| 8  | Italia (bandiera)    | C     | Gennaro Gattuso                       |
| 9  | Liberia (bandiera)   | A     | George Weah                           |
| 10 | Croazia (bandiera)   | C     | Zvonimir Boban                        |
| 11 | Italia (bandiera)    | A     | Maurizio Ganz                         |
| 12 | Italia (bandiera)    | P     | Christian Abbiati                     |
| 13 | Francia (bandiera)   | C     | Ibrahim Ba                            |
| 13 | Nigeria (bandiera)   | D     | Taribo West                           |
| 14 | Argentina (bandiera) | D     | Roberto Ayala                         |
| 15 | Italia (bandiera)    | C     | Diego De Ascentis                     |
| 16 | Italia (bandiera)    | D     | Max Tonetto                           |
| 18 | Brasile (bandiera)   | C     | Leonardo                              |

| N. |                      | Ruolo | Calciatore              |
| -- | -------------------- | ----- | ----------------------- |
| 19 | Italia (bandiera)    | C     | Pierluigi Orlandini     |
| 19 | Argentina (bandiera) | D     | José Chamot             |
| 20 | Germania (bandiera)  | A     | Oliver Bierhoff         |
| 21 | Italia (bandiera)    | C     | Federico Giunti         |
| 22 | Italia (bandiera)    | P     | Roberto Colombo         |
| 23 | Italia (bandiera)    | C     | Massimo Ambrosini       |
| 24 | Argentina (bandiera) | C     | Andrés Guglielminpietro |
| 25 | Francia (bandiera)   | D     | Bruno N'Gotty           |
| 26 | Italia (bandiera)    | D     | Luigi Sala              |
| 27 | Brasile (bandiera)   | C     | Serginho                |
| 28 | Italia (bandiera)    | D     | Mirco Sadotti           |
| 28 | Argentina (bandiera) | D     | Fabricio Coloccini      |
| 29 | Italia (bandiera)    | D     | Carlo Teodorani         |
| 30 | Italia (bandiera)    | A     | Mattia Graffiedi        |
| 33 | Nigeria (bandiera)   | A     | Mohammed Aliyu Datti    |
| 40 | Italia (bandiera)    | P     | Valerio Fiori           |
| 41 | Spagna (bandiera)    | A     | José Mari               |

## Calciomercato

### Sessione estiva
| Acquisti | Acquisti            | Acquisti       | Acquisti                   |
| R.       | Nome                | da             | Modalità                   |
| -------- | ------------------- | -------------- | -------------------------- |
| P        | Gabriele Aldegani   | Monza          | fine prestito              |
| P        | Dida                | Lugano         | fine prestito              |
| P        | Valerio Fiori       | Piacenza       | definitivo                 |
| D        | André Cruz          | Standard Liegi | fine prestito              |
| D        | Daniele Daino       | Napoli         | fine prestito              |
| D        | Mirco Sadotti       | Lecce          | definitivo                 |
| D        | Max Tonetto         | Empoli         | definitivo                 |
| D        | Carlo Teodorani     | Cesena         | definitivo                 |
| C        | Diego De Ascentis   | Bari           | definitivo                 |
| C        | Gennaro Gattuso     | Salernitana    | definitivo                 |
| C        | Pierluigi Orlandini | Parma          | definitivo                 |
| C        | Serginho            | San Paolo      | definitivo (18 miliardi ₤) |
| A        | Mattia Graffiedi    | Cesena         | definitivo                 |
| A        | Luca Saudati        | Como           | fine prestito              |
| A        | Andrij Ševčenko     | Dinamo Kiev    | definitivo (25 milioni $)  |

| Cessioni | Cessioni            | Cessioni      | Cessioni                 |
| R.       | Nome                | a             | Modalità                 |
| -------- | ------------------- | ------------- | ------------------------ |
| P        | Gabriele Aldegani   | Treviso       | prestito                 |
| P        | Dida                | Corinthians   | prestito                 |
| P        | Giorgio Frezzolini  | Inter         | risoluzione comproprietà |
| P        | Massimo Taibi       | Venezia       | definitivo               |
| D        | Samir Beloufa       | Monza         | prestito                 |
| D        | Francesco Coco      | Torino        | prestito                 |
| D        | André Cruz          | Torino        | definitivo               |
| D        | Daniele Daino       | Perugia       | prestito                 |
| D        | Steinar Nilsen      | Napoli        | risoluzione comproprietà |
| D        | Carlo Teodorani     | Ternana       | prestito                 |
| D        | Christian Ziege     | Middlesbrough | definitivo               |
| C        | Ibrahim Ba          | Perugia       | prestito                 |
| C        | Roberto Donadoni    | Al-Ittihad    | svincolato               |
| C        | Domenico Morfeo     | Fiorentina    | fine prestito            |
| A        | Alessandro Iannuzzi | Reggina       | prestito                 |
| A        | Luca Saudati        | Empoli        | prestito                 |

### Sessione invernale
| Acquisti | Acquisti           | Acquisti        | Acquisti   |
| R.       | Nome               | da              | Modalità   |
| -------- | ------------------ | --------------- | ---------- |
| D        | José Chamot        | Atlético Madrid | definitivo |
| D        | Fabricio Coloccini | Boca Juniors    | definitivo |
| D        | Taribo West        | Inter           | definitivo |
| A        | José Mari          | Atlético Madrid | definitivo |

| Cessioni | Cessioni            | Cessioni | Cessioni |
| R.       | Nome                | a        | Modalità |
| -------- | ------------------- | -------- | -------- |
| P        | Roberto Colombo     | Padova   | prestito |
| D        | Bruno N'Gotty       | Venezia  | prestito |
| D        | Mirco Sadotti       | Lecce    | prestito |
| D        | Max Tonetto         | Bologna  | prestito |
| C        | Pierluigi Orlandini | Venezia  | prestito |
| A        | Maurizio Ganz       | Venezia  | prestito |
| A        | George Weah         | Chelsea  | prestito |

## Risultati

### Serie A

#### Girone di andata
| Arbitro: | Trentalange (Torino) |

|                          |           |                       |
| Savino 66’ Lucarelli 81’ | Marcatori | 57’ Weah 72’ Ševčenko |

| Arbitro: | Bazzoli (Merano) |

|                                        |           |               |
| Bierhoff 28’ Ševčenko 59’ Leonardo 72’ | Marcatori | 40’ Materazzi |

| Arbitro: | Cesari (Genova) |

|                |           |              |
| Osmanovski 12’ | Marcatori | 35’ Serginho |

| Arbitro: | Borriello (Mantova) |

|                                                   |           |  |
| Weah 8’ Leonardo 44’ Bierhoff 55’ (rig.) Ganz 64’ | Marcatori |  |

| Arbitro: | Bazzoli (Merano) |

|                                             |           |                                                     |
| Verón 18’ Abbiati 36’ (aut.) Salas 38’, 72’ | Marcatori | 35’ (aut.) Mihajlović 43’, 63’ (rig.), 68’ Ševčenko |

| Arbitro: | De Santis (Tivoli) |

|                                  |           |                        |
| Ševčenko 10’ (rig.) Bierhoff 79’ | Marcatori | 7’ Morfeo 37’ Berretta |

| Arbitro: | Borriello (Mantova) |

|                    |           |                       |
| Ronaldo 20’ (rig.) | Marcatori | 72’ Ševčenko 90’ Weah |

| Verona 31 ottobre 1999, ore 15:00 CET 8ª giornata | Verona              | 0 – 0 referto | Milan | Stadio Marcantonio Bentegodi (30 556 spett.)\| Arbitro: \| Collina (Viareggio) \| |
| Arbitro:                                          | Collina (Viareggio) |               |       |                                                                                   |

| Arbitro: | Rosetti (Torino) |

|                                     |           |  |
| Bierhoff 55’ Weah 67’ Orlandini 77’ | Marcatori |  |

| Arbitro: | De Santis (Tivoli) |

|                                       |           |                   |
| Conte 23’ Inzaghi 51’ Kovačević 90+4’ | Marcatori | 21’ (aut.) Zidane |

| Arbitro: | Collina (Viareggio) |

|               |           |            |
| Boban 8’, 51’ | Marcatori | 46’ Crespo |

| Arbitro: | Borriello (Mantova) |

|                            |           |             |
| Batistuta 21’ Heinrich 42’ | Marcatori | 1’ Bierhoff |

| Arbitro: | Braschi (Prato) |

|                                 |           |  |
| Bierhoff 3’ Ševčenko 75’ (rig.) | Marcatori |  |

| Arbitro: | Preschern (Mestre) |

|                   |           |                      |
| Ševčenko 61’, 74’ | Marcatori | 30’ Pirlo 78’ Kallon |

| Arbitro: | Tombolini (Ancona) |

|  |           |              |
|  | Marcatori | 33’ Bierhoff |

| Arbitro: | Bazzoli (Merano) |

|                            |           |                            |
| Bierhoff 38’ José Mari 67’ | Marcatori | 8’ Delvecchio 57’ Montella |

| Arbitro: | Pellegrino (Barcellona Pozzo di Gotto) |

|           |           |                        |
| Muzzi 87’ | Marcatori | 41’ Boban 61’ Ševčenko |

#### Girone di ritorno
| Arbitro: | Collina (Viareggio) |

|                          |           |                    |
| Maldini 62’ Bierhoff 69’ | Marcatori | 30’, 56’ Lucarelli |

| Arbitro: | Farina (Novi Ligure) |

|  |           |                        |
|  | Marcatori | 70’, 73’, 77’ Ševčenko |

| Arbitro: | Borriello (Mantova) |

|                                                          |           |             |
| Boban 15’ Serginho 52’ Innocenti 85’ (aut.) Ševčenko 89’ | Marcatori | 67’ Spinesi |

| Arbitro: | Farina (Novi Ligure) |

|                           |           |                                       |
| Ingesson 58’ Eriberto 60’ | Marcatori | 32’ Gattuso 48’ Ševčenko 57’ Bierhoff |

| Arbitro: | Rosetti (Torino) |

|                                |           |             |
| Boban 38’ (rig.), 45+2’ (rig.) | Marcatori | 84’ Inzaghi |

| Cagliari 27 febbraio 2000, ore 15:00 CET 23ª giornata | Cagliari        | 0 – 0 referto | Milan | Stadio Sant'Elia (23 146 spett.)\| Arbitro: \| Cesari (Genova) \| |
| Arbitro:                                              | Cesari (Genova) |               |       |                                                                   |

| Arbitro: | Trentalange (Torino) |

|                       |           |                            |
| Ševčenko 90+1’ (rig.) | Marcatori | 43’ Zamorano 63’ Di Biagio |

| Arbitro: | Treossi (Forlì) |

|                                        |           |                                          |
| Albertini 18’ Ševčenko 34’, 61’ (rig.) | Marcatori | 53’ Apolloni 55’ Laursen 90+4’ Cammarata |

| Arbitro: | Rosetti (Torino) |

|             |           |  |
| Maniero 11’ | Marcatori |  |

| Arbitro: | Paparesta (Bari) |

|                          |           |  |
| Ševčenko 45’, 84’ (rig.) | Marcatori |  |

| Arbitro: | Collina (Viareggio) |

|            |           |  |
| Crespo 69’ | Marcatori |  |

| Arbitro: | Pellegrino (Barcellona Pozzo di Gotto) |

|              |           |              |
| Leonardo 76’ | Marcatori | 71’ Di Livio |

| Arbitro: | Collina (Viareggio) |

|                |           |                                    |
| Pinga 29’, 69’ | Marcatori | 15’ Ambrosini 77’ Guglielminpietro |

| Arbitro: | Farina (Novi Ligure) |

|           |           |                               |
| Pirlo 25’ | Marcatori | 6’ (aut.) Vargas 13’ Ševčenko |

| Arbitro: | Diego Preschern (Mestre) |

|               |           |  |
| Ambrosini 14’ | Marcatori |  |

| Arbitro: | Trentalange (Torino) |

|          |           |                     |
| Zago 11’ | Marcatori | 82’ (rig.) Ševčenko |

| Arbitro: | Cesari (Genova) |

|                                                        |           |  |
| Bierhoff 13’ Ševčenko 41’ (rig.) West 61’ Leonardo 87’ | Marcatori |  |

### Coppa Italia

#### Fase finale
| Arbitri: | Trentalange (Torino) Cesari (Genova) |

|                           |           |                           |
| Caccia 70’ Nappi 87’, 90’ | Marcatori | 14’ Ševčenko 67’ Leonardo |

| Arbitri: | Treossi (Forlì) Rodomonti (Teramo) |

|                                        |           |  |
| Bierhoff 40’ Guglielminpietro 53’, 65’ | Marcatori |  |

| Arbitri: | Farina (Novi Ligure) Rodomonti (Teramo) |

|                   |           |                                |
| Ševčenko 44’, 55’ | Marcatori | 29’ Vieri 54’ Mutu 69’ Seedorf |

| Arbitri: | Treossi (Forlì) De Santis (Tivoli) |

|            |           |              |
| Baggio 37’ | Marcatori | 35’ Ševčenko |

### Champions League

#### Prima fase a gironi
| Londra 15 settembre 1999, ore 20:45 1ª giornata – Gruppo H | Chelsea | 0 – 0 referto | Milan | Stamford Bridge (33 873 spett.)\| Arbitro: \| Frisk \| |
| Arbitro:                                                   | Frisk   |               |       |                                                        |

| Arbitro: | Dallas |

|                           |           |          |
| Leonardo 44’ Ševčenko 45’ | Marcatori | 50’ Ümit |

| Arbitro: | Veissière |

|              |           |          |
| Bierhoff 74’ | Marcatori | 69’ Daei |

| Arbitro: | García-Aranda |

|          |           |  |
| Wosz 41’ | Marcatori |  |

| Arbitro: | Levnikov |

|              |           |          |
| Bierhoff 74’ | Marcatori | 77’ Wise |

| Arbitro: | López Nieto |

|                                            |           |                     |
| Capone 27’ Hakan Şükür 87’ Ümit 90’ (rig.) | Marcatori | 20’ Weah 51’ Giunti |

### Supercoppa italiana
| Arbitro: | Borriello (Mantova) |

|                      |           |                             |
| Guglielminpietro 54’ | Marcatori | 66’ Crespo 90+2’ Boghossian |

## Statistiche

### Statistiche di squadra
| Competizione        | Punti | In casa | In casa | In casa | In casa | In casa | In casa | In trasferta | In trasferta | In trasferta | In trasferta | In trasferta | In trasferta | Totale | Totale | Totale | Totale | Totale | Totale | DR  |
| Competizione        | Punti | G       | V       | N       | P       | Gf      | Gs      | G            | V            | N            | P            | Gf           | Gs           | G      | V      | N      | P      | Gf     | Gs     | DR  |
| ------------------- | ----- | ------- | ------- | ------- | ------- | ------- | ------- | ------------ | ------------ | ------------ | ------------ | ------------ | ------------ | ------ | ------ | ------ | ------ | ------ | ------ | --- |
| Serie A             | 61    | 17      | 10      | 6       | 1       | 40      | 18      | 17           | 6            | 7            | 4            | 25           | 22           | 34     | 16     | 13     | 5      | 65     | 40     | +25 |
| Coppa Italia        | -     | 2       | 1       | 0       | 1       | 5       | 3       | 2            | 0            | 1            | 1            | 3            | 4            | 4      | 1      | 1      | 2      | 8      | 7      | +1  |
| Champions League    | -     | 3       | 1       | 2       | 0       | 4       | 3       | 3            | 0            | 1            | 2            | 2            | 4            | 6      | 1      | 3      | 2      | 6      | 7      | -1  |
| Supercoppa italiana | -     | 1       | 0       | 0       | 1       | 1       | 2       | -            | -            | -            | -            | -            | -            | 1      | 0      | 0      | 1      | 1      | 2      | -1  |
| Totale              | -     | 22      | 12      | 8       | 2       | 49      | 24      | 22           | 6            | 9            | 7            | 30           | 30           | 45     | 18     | 17     | 10     | 80     | 56     | +24 |

### Statistiche dei giocatori
Sono in corsivo i calciatori che hanno lasciato la società durante la stagione.
| Giocatore           | Serie A  | Serie A | Serie A     | Serie A    | Coppa Italia | Coppa Italia | Coppa Italia | Coppa Italia | Champions League | Champions League | Champions League | Champions League | Supercoppa italiana | Supercoppa italiana | Supercoppa italiana | Supercoppa italiana | Totale   | Totale | Totale      | Totale     |
| Giocatore           | Presenze | Reti    | Ammonizioni | Espulsioni | Presenze     | Reti         | Ammonizioni  | Espulsioni   | Presenze         | Reti             | Ammonizioni      | Espulsioni       | Presenze            | Reti                | Ammonizioni         | Espulsioni          | Presenze | Reti   | Ammonizioni | Espulsioni |
| ------------------- | -------- | ------- | ----------- | ---------- | ------------ | ------------ | ------------ | ------------ | ---------------- | ---------------- | ---------------- | ---------------- | ------------------- | ------------------- | ------------------- | ------------------- | -------- | ------ | ----------- | ---------- |
| C. Abbiati          | 29       | -33     | 0           | 0          | 0            | -0           | 0            | 0            | 6                | -7               | 0                | 0                | 0                   | -0                  | 0                   | 0                   | 35       | -40    | 0           | 0          |
| D. Albertini        | 26       | 1       | 6           | 1          | 1            | 0            | 0            | 0            | 5                | 0                | 0                | 0                | 1                   | 0                   | 0                   | 0                   | 33       | 1      | 6           | 1          |
| M. Aliyu Datti      | 1        | 0       | 0           | 0          | 0            | 0            | 0            | 0            | 0                | 0                | 0                | 0                | 0                   | 0                   | 0                   | 0                   | 1        | 0      | 0           | 0          |
| M. Ambrosini        | 29       | 2       | 11          | 1          | 4            | 0            | 0            | 0            | 2                | 0                | 2                | 0                | 1                   | 0                   | 0                   | 0                   | 36       | 2      | 13          | 1          |
| R. Ayala            | 13       | 0       | 3           | 1          | 3            | 0            | 1            | 0            | 6                | 0                | 2                | 0                | 0                   | 0                   | 0                   | 0                   | 22       | 0      | 6           | 1          |
| I. Ba               | 0        | 0       | 0           | 0          | 0            | 0            | 0            | 0            | 0                | 0                | 0                | 0                | 1                   | 0                   | 0                   | 0                   | 1        | 0      | 0           | 0          |
| O. Bierhoff         | 30       | 11      | 4           | 0          | 3            | 1            | 0            | 0            | 6                | 2                | 1                | 0                | 1                   | 0                   | 0                   | 0                   | 40       | 14     | 5           | 0          |
| Z. Boban            | 17       | 6       | 2           | 0          | 3            | 0            | 0            | 0            | 2                | 0                | 0                | 0                | 0                   | 0                   | 0                   | 0                   | 22       | 6      | 2           | 0          |
| J. Chamot           | 13       | 0       | 5           | 1          | 1            | 0            | 1            | 0            | 0                | 0                | 0                | 0                | 0                   | 0                   | 0                   | 0                   | 14       | 0      | 6           | 1          |
| F. Coloccini        | 0        | 0       | 0           | 0          | 0            | 0            | 0            | 0            | 0                | 0                | 0                | 0                | 0                   | 0                   | 0                   | 0                   | 0        | 0      | 0           | 0          |
| R. Colombo          | 0        | -0      | 0           | 0          | 0            | -0           | 0            | 0            | 0                | -0               | 0                | 0                | 0                   | -0                  | 0                   | 0                   | 0        | -0     | 0           | 0          |
| A. Costacurta       | 27       | 0       | 12          | 0          | 2            | 0            | 2            | 0            | 5                | 0                | 3                | 0                | 1                   | 0                   | 1                   | 0                   | 35       | 0      | 18          | 0          |
| D. De Ascentis      | 19       | 0       | 6           | 0          | 4            | 0            | 1            | 0            | 0                | 0                | 0                | 0                | 0                   | 0                   | 0                   | 0                   | 23       | 0      | 7           | 0          |
| V. Fiori            | 0        | -0      | 0           | 0          | 0            | -0           | 0            | 0            | 0                | -0               | 0                | 0                | 0                   | -0                  | 0                   | 0                   | 0        | -0     | 0           | 0          |
| M. Ganz             | 1        | 1       | 0           | 0          | 1            | 0            | 0            | 0            | 1                | 0                | 0                | 0                | 0                   | 0                   | 0                   | 0                   | 3        | 1      | 0           | 0          |
| G. Gattuso          | 22       | 1       | 9           | 0          | 1            | 0            | 0            | 0            | 5                | 0                | 3                | 0                | 0                   | 0                   | 0                   | 0                   | 28       | 1      | 12          | 0          |
| F. Giunti           | 24       | 0       | 4           | 1          | 3            | 0            | 0            | 0            | 5                | 1                | 1                | 0                | 1                   | 0                   | 0                   | 0                   | 33       | 1      | 5           | 1          |
| M. Graffiedi        | 0        | 0       | 0           | 0          | 0            | 0            | 0            | 0            | 0                | 0                | 0                | 0                | 0                   | 0                   | 0                   | 0                   | 0        | 0      | 0           | 0          |
| A. Guglielminpietro | 23       | 1       | 1           | 0          | 4            | 2            | 0            | 0            | 5                | 0                | 0                | 0                | 1                   | 1                   | 0                   | 0                   | 33       | 4      | 1           | 0          |
| T. Helveg           | 27       | 0       | 6           | 0          | 1            | 0            | 0            | 0            | 4                | 0                | 1                | 0                | 1                   | 0                   | 0                   | 0                   | 33       | 0      | 7           | 0          |
| José Mari           | 15       | 1       | 0           | 0          | 2            | 0            | 0            | 0            | 0                | 0                | 0                | 0                | 0                   | 0                   | 0                   | 0                   | 17       | 1      | 0           | 0          |
| Leonardo            | 20       | 4       | 2           | 0          | 1            | 1            | 0            | 0            | 5                | 1                | 3                | 0                | 0                   | 0                   | 0                   | 0                   | 26       | 6      | 5           | 0          |
| P. Maldini          | 27       | 1       | 5           | 0          | 4            | 0            | 0            | 0            | 6                | 0                | 3                | 0                | 1                   | 0                   | 0                   | 0                   | 38       | 1      | 8           | 0          |
| B. N'Gotty          | 9        | 0       | 0           | 0          | 1            | 0            | 1            | 0            | 2                | 0                | 0                | 0                | 1                   | 0                   | 0                   | 0                   | 13       | 0      | 1           | 0          |
| P. Orlandini        | 2        | 1       | 0           | 0          | 1            | 0            | 0            | 0            | 2                | 0                | 0                | 0                | 0                   | 0                   | 0                   | 0                   | 5        | 1      | 0           | 0          |
| S. Rossi            | 5        | -7      | 0           | 0          | 4            | -7           | 1            | 0            | 0                | -0               | 0                | 0                | 1                   | -2                  | 0                   | 0                   | 10       | -16    | 1           | 0          |
| M. Sadotti          | 0        | 0       | 0           | 0          | 0            | 0            | 0            | 0            | 0                | 0                | 0                | 0                | 0                   | 0                   | 0                   | 0                   | 0        | 0      | 0           | 0          |
| L. Sala             | 20       | 0       | 4           | 0          | 3            | 0            | 1            | 0            | 1                | 0                | 0                | 0                | 0                   | 0                   | 0                   | 0                   | 24       | 0      | 5           | 0          |
| Serginho            | 24       | 2       | 1           | 0          | 2            | 0            | 0            | 0            | 5                | 0                | 1                | 0                | 0                   | 0                   | 0                   | 0                   | 31       | 2      | 2           | 0          |
| A. Ševčenko         | 32       | 24      | 2           | 0          | 4            | 4            | 0            | 0            | 6                | 1                | 1                | 0                | 1                   | 0                   | 0                   | 0                   | 43       | 29     | 3           | 0          |
| C. Teodorani        | 0        | 0       | 0           | 0          | 0            | 0            | 0            | 0            | 0                | 0                | 0                | 0                | 0                   | 0                   | 0                   | 0                   | 0        | 0      | 0           | 0          |
| M. Tonetto          | 0        | 0       | 0           | 0          | 1            | 0            | 0            | 0            | 0                | 0                | 0                | 0                | 0                   | 0                   | 0                   | 0                   | 1        | 0      | 0           | 0          |
| G. Weah             | 10       | 4       | 0           | 0          | 2            | 0            | 0            | 0            | 1                | 1                | 1                | 0                | 1                   | 0                   | 0                   | 0                   | 14       | 5      | 1           | 0          |
| T. West             | 4        | 1       | 0           | 0          | 0            | 0            | 0            | 0            | 0                | 0                | 0                | 0                | 0                   | 0                   | 0                   | 0                   | 4        | 1      | 0           | 0          |